# Orizari, Sliven
Orizari (în bulgară Оризари) este un sat în comuna Tvărdița, regiunea Sliven,  Bulgaria. 

## Demografie
Componența etnică a satului Orizari
     Romi (33,81%)
     Bulgari (65,28%)
     Nicio identificare (0,9%)
     Altele (0,54%)
La recensământul din 2011, populația satului Orizari era de 553 locuitori. Din punct de vedere etnic, majoritatea locuitorilor (65,28%) erau bulgari, cu o minoritate de romi (33,81%). Pentru 0,9% din locuitori nu este cunoscută apartenența etnică.